# 愛のクイズウォーズ ガンバレプラネット
『愛のクイズウォーズ ガンバレプラネット』（あいのくいずうぉーず がんばれぷらねっと） は、2022年1月8日から2022年6月25日まで放送されていた、中京テレビ制作のバラエティ番組・クイズ番組。

## 概要
勇者マツオ率いる「愛のチカラ」をもつカップル（主に芸能人夫婦が中心）が、オサタンから出題する様々なクイズやゲームに挑戦するというもの。
2022年4月からは新たに秋田放送とテレビ埼玉でのネットが開始されたが、制作局の中京テレビでは6月25日に最終回を迎えた。

## 出演者
- オサタン : 長田庄平（チョコレートプラネット）
- 勇者マツオ : 松尾駿（同上）
- ガンバレデビル : ガンバレルーヤ（よしこ・まひる）

## ネット局
| 放送対象地域 | 放送局                   | 系列           | 放送期間                     | 放送日時                     | ネット状況 |
| ------------ | ------------------------ | -------------- | ---------------------------- | ---------------------------- | ---------- |
| 中京広域圏   | 中京テレビ（CTV）        | 日本テレビ系列 | 2022年1月8日 - 6月25日       | 土曜 23:30 - 23:55           | 制作局     |
| 秋田県       | 秋田放送（ABS）          | 日本テレビ系列 | 2022年4月11日 - 10月2日      | 日曜 1:25 - 1:55（土曜深夜） | 遅れネット |
| 長崎県       | 長崎国際テレビ（NIB）    | 日本テレビ系列 | 2022年9月27日 -              | 水曜 0:59 - 1:29（火曜深夜） | 遅れネット |
| 埼玉県       | テレビ埼玉（テレ玉/TVS） | 独立局         | 2022年4月11日 - 9月25日      | 日曜 0:00 - 0:25（土曜深夜） | 遅れネット |
| 日本全域     | BSよしもと               | BS放送         | 2022年10月8日 - 2023年3月4日 | 日曜 22:30 - 23:00           | 遅れネット |

## スタッフ
- 製作著作：中京テレビ